# Fatma Gül Güler
Fatma Gül Güler, né le 12 février 2004, est une joueuse de goalball paralympique turque avec une déficience visuelle. Elle était membre de l'équipe nationale qui a participé aux Jeux paralympiques d'été de 2020.
Elle est élève au lycée à Kahramanmaraş.

## Distinctions
- Jeux paralympiques d'été de 2024 à Paris, en France.
- Jeux paralympiques d'été de 2020 à Tokyo, en Japon.
- Championnats d'Europe de goalball IBSA à Samsun, en Turquie.